# پایگاه هوایی لووزرو
پایگاه هوایی لووزرو (به انگلیسی: Lovozero (air base)) یک فرودگاه نظامی است که یک باند فرود بتن دارد و طول باند آن ۱۱۰۰ متر است. این فرودگاه در کشور روسیه قرار دارد و در ارتفاع ۱۵۲ متری از سطح دریا واقع شده است.